# Juan Ponce de León
Juan Ponce de León (probablemente Santervás de Campos c. 1460-La Habana, julio de 1521), adelantado, explorador y conquistador español, quien fue el primer explorador y gobernador europeo de Puerto Rico en 1508 y el primer descubridor y explorador europeo de Florida en 1513.

## Origen en España
Muchos biógrafos de Juan Ponce de León han situado su nacimiento en Santervás de Campos, debido a que en este municipio y en otros cercanos había muchas ramas del apellido Ponce. El apellido Ponce se extendió también a Andalucía desde el norte de España. Se desconoce si Juan fue noble o no, aunque en la rama de los Ponce que se asentó en Andalucía sí hubo nobles destacados.

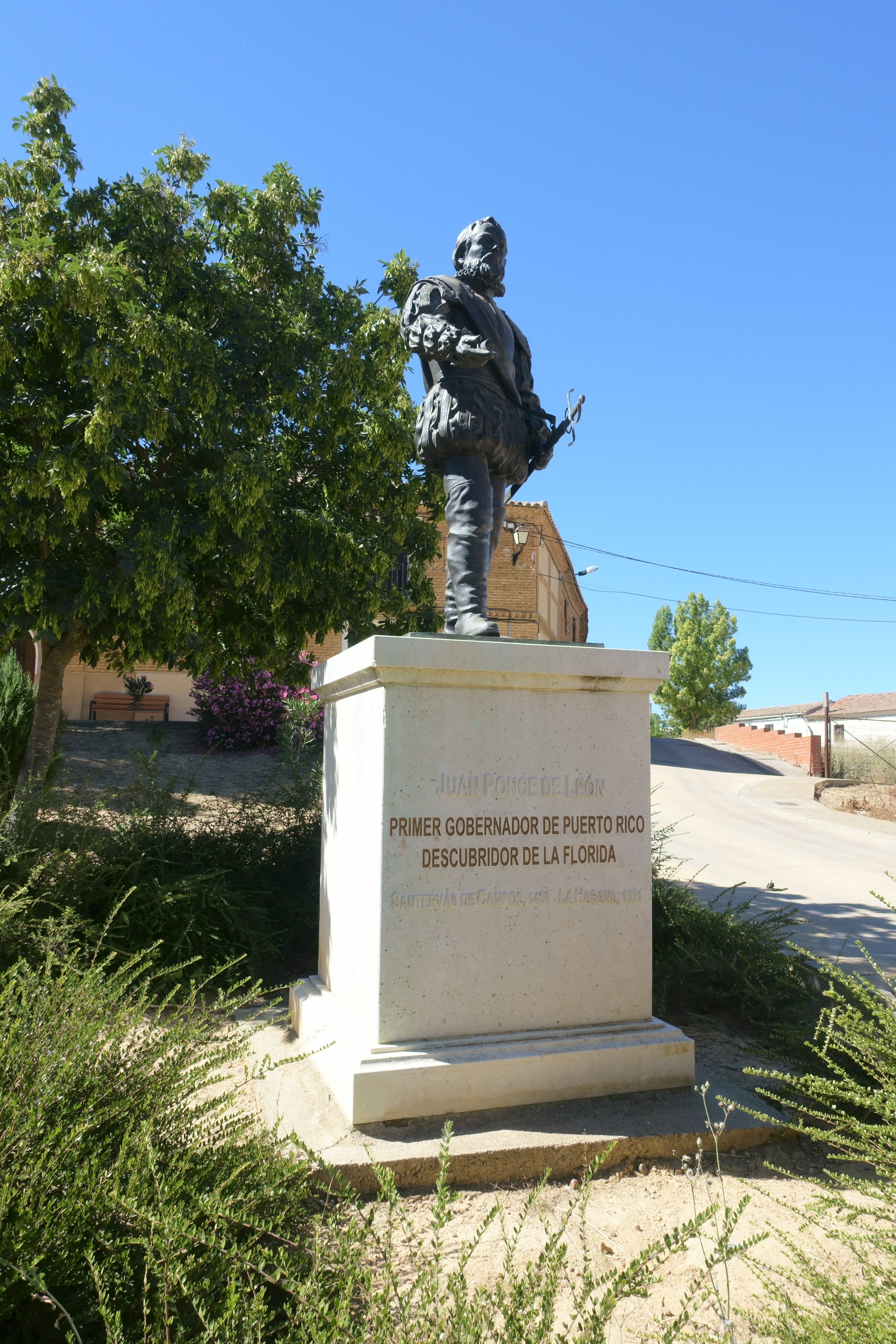
Monumento a Ponce de León en Santervás de Campos, provincia de Valladolid, España.

Se desconoce cuándo nació. Se ha situado su nacimiento en 1460 en algunas biografías, pero el historiador Manuel Ballesteros lo sitúa hacia 1470, presuponiendo que era más joven cuando emprendió su viaje a América.
Según fray Bartolomé de las Casas, Juan fue "mozo de espuelas" de Pedro Núñez de Guzmán.
Pedro Núñez de Guzmán llegaría a comendador de la Orden de Calatrava y sería ayo de Fernando II de Habsburgo. Era hermano de Ramiro Núñez de Guzmán, que posteriormente fue un famoso comunero.

## Viajes

### Comienzos en el Nuevo Mundo
Según Bartolomé de la Casas, Juan Ponce de León llegó a América como "peón".

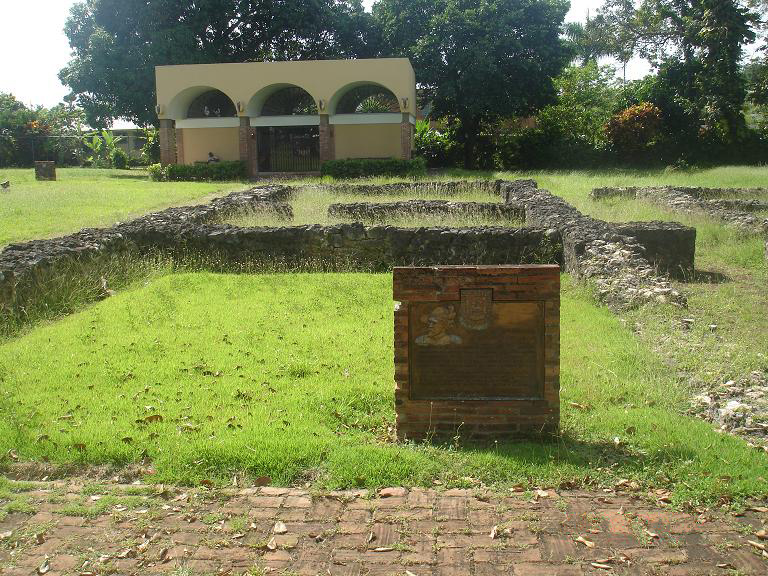
Ruinas de la residencia de Ponce de León en Caparra, asentamiento de 1508, en una imagen de 2008.

Gonzalo Fernández de Oviedo fue el primero en afirmar, en su Historia general y natural de las Indias, que Juan Ponce de León pasó a América en el segundo viaje de Cristóbal Colón en 1493.
En tiempos recientes se ha sugerido que Ponce de León pudo haber llegado a América con Nicolás de Ovando en 1502.
Hay una carta de recomendación de Pedro Núñez de Guzmán en favor de Juan Ponce de León dirigida a Nicolás de Ovando, que había sido nombrado gobernador de las Indias. Consta que Pedro Núñez de Guzmán y Nicolás de Ovando se vieron en unas cortes organizadas por los Reyes Católicos para el príncipe Juan en Almazán en 1496. Con la llegada de Ovando a América en 1502 la carrera de Ponce de León fue potenciada.
En 1504, en la isla de La Española, los indígenas de la región de Higüey, guiados por el cacique Cotubanamá, llevaron a cabo una matanza de españoles. Nicolás de Ovando organizó una represión a estos nativos. Para ello, nombró un capitán por cada una de las ciudades de la isla y capitán general a Juan de Esquivel. Juan Ponce de León acudió como capitán por la villa de Santiago. Terminada la represión, que fue relatada por Bartolomé de las Casas, el cacique fue apresado en Saona.
Tras esto, Ovando decidió fundar dos nuevas villas en Higüey: Santa Cruz de Aycayaguna y Salvaleón. Ovando nombró a Ponce de León teniente suyo y capitán en Salvaleón.
Juan Ponce de León se casó con su prima segunda, Leonor Ponce de León. El matrimonio vivió en La Española. Tuvieron cuatro hijos: Luis, Juana, María e Isabel.
Salvaleón estaba en la desembocadura del río Yuna y se conserva, entre palmas reales, la casa de piedra en la que vivió Ponce cerca del actual municipio de San Rafael del Yuma.
Ovando le encargó a Juan Ponce de León capitanear una expedición que estableciese contacto con los indios a una isla cercana, llamada Borinquen por los indios taínos.
Entre el 19 y el 22 de noviembre de 1493 Cristóbal Colón estuvo en sus costas y la bautizó como de San Juan Bautista, pero los indígenas se limitaron a huir de los barcos. La isla fue visitada posteriormente por Vicente Yáñez de Pinzón en el 1500, Antonio de Torres en 1502 y García Alonso-Cansino en 1505.
El 15 de junio de 1508 Ovando llegó a un acuerdo con Ponce para que este fuese a la isla de San Juan Bautista. En una relación de 1509 Ponce de León describe a Ovando cómo partieron de Santo Domingo, cómo pasaron por la Isla de Mona y cómo llegaron a la costa sur de la isla de San Juan Bautista. En esta isla descubrió que había problemas para sembrar y hacer cosechas con las que sustentar a los pobladores y que los indios, aunque tenían buen orden en sus caminos y bohíos, no sabían ayudar a esto.
En 1508, Ponce de León fundó el primer asentamiento en la isla de San Juan, Caparra, en el norte del actual municipio de Guaynabo. En Caparra estableció su hogar, ordenó construir una fundición de oro y repartió trabajadores entre los seguidores españoles. También estableció una hacienda en Toa. Posteriormente, fundaría también la villa de San Germán.
El 2 de mayo de 1509 obtuvo autorización para traerse a su esposa y a sus hijos a la isla de San Juan.
El 3 de mayo de 1509 el rey Fernando el Católico redactó una instrucción que decía que se respetase el hacer de Ponce en la isla de San Juan.
En julio de 1509 Diego Colón llegó a la isla de La Española  para gobernar las Indias.
El 15 de julio de 1509 el rey dijo que no se proyevese a la isla de San Juan de nada hasta que se viese por la experiencia la calidad de la misma.
En agosto de 1509 Diego Colón renovó el pacto que Ponce tenía respecto a la isla de San Juan y escribió a Fernando el Católico diciéndole que su propósito era que Ponce fuese a aquella isla..
En Valladolid, en agosto de 1509, el rey escribió al tesorero general de las Indias, Miguel de Pasamonte, indicándole que estaba satisfecho con los servicios de Juan Ponce de León.  El 21 de abril de 1509 Pasamonte había propuesto a Pedro Suárez como gobernador de la isla de San Juan y, en agosto del mismo año, Fernando el Católico emitió en Valladolid un documento desestimando esa petición y firmó una real cédula nombrando a Ponce de León para el cargo.
Diego Colón quería imponer su autoridad virreinal. Por ello, mandó a la isla de San Juan Bautista a Juan Cerón como alcalde mayor, acompañado de Martín Cerón, García Troche y Alonso de Cea. Juan Cerón fue recibido en el oficio en la isla el 28 de octubre de 1509.
En marzo de 1510 el rey respondió mandando directamente a Ponce de León su nombramiento como gobernador y, además, le reforzó nombrándole juez y capitán de la isla de San Juan.
En abril de 1510 Diego Colón mandó como alguacil mayor de la isla de San Juan a Miguel Díaz de Aux.
Ponce convocó a Juan Cerón y a Miguel Díaz y les mostró el documento real indicándoles que se lo comunicasen a Diego Colón, cosa que hicieron. Cerón y Díaz dijeron que, antes de obedecer, tenían que esperar la respuesta de Diego Colón. Ponce respondió apresándoles en mayo de 1510. El 10 de julio envió ambos presos con el capitán Juan Bono de Quexo en un barco a Santo Domingo. Diego Colón escribió un memorial en el que acusaba a Ponce de haberse hecho con el barco ilegalmente, haber atormentado al capitán y haber cambiado unos pasajeros por otros.
Hay quien achaca al consejo de Cristóbal de Sotomayor, un vecino de la isla de San Juan con contactos en la Corte, que Ponce obrase de esta manera contra los que menoscababan su autoridad.
Los indios boricuas eran agricultores pacíficos que habían poblado, con poca densidad, la isla de San Juan. Habían tenido conflicto con los indios caribes venidos de otras islas, que eran flecheros que mataban a los hombres y se quedaban con las mujeres. Cuando llegan los españoles los boricuas fueron obligados a buscar metales preciosos (a los que ellos no daban ningún valor) y a cultivar para ellos.
Cristóbal de Sotomayor había conseguido de Fernando el Católico unas tierras y derecho sobre unos indios en la isla de San Juan, que le fueron dados por Diego Colón y no por Ponce. Entre los indios que recibió Sotomayor estaba el cacique Agüeybaná. El rey escribió a Ponce desde Sevilla el 26 de febrero de 1511 que no le quitase los indios a Sotomayor a no ser que este violase alguna norma con respecto a las encomiendas.
Un castellano que estaba con Cristóbal de Sotomayor en la villa de Aguada, Diego de Cuéllar, tuvo un conflicto con el cacique Hucoyoa, que le dejó tuerto del ojo izquierdo. Sotomayor fue a hablar con Ponce a la villa de Caparra de lo ocurrido. Ponce no estaba preparado para un conflicto y le recomendó a Sotomayor que no regresase a Aguada y que, si lo hacía, que fuese con una buena escolta.
Cristóbal de Sotomayor y su sobrino Diego llegaron a Aguada y el intérprete Juan González les aconsejó la retirada pero no hicieron caso y ambos fueron asesinados por los nativos y su hacienda saqueada. González se escondió en otra hacienda de españoles y, mediante un emisario mandado por Andrés López, Ponce tuvo conocimiento de los hechos. Ponce salió de Caparra con 50 hombres para ir a buscar el cuerpo de Sotomayor para enterrarlo. De camino se enteró de que la villa de Aguada había sido incendiada por los nativos y que cinco españoles había muerto. Entonces Ponce dio la vuelta y juntó a más hombres. Luego atacó yendo sobre todo a por los caciques rebeldes y logró apresar a 60 indios, que fueron repartidos como esclavos entre los españoles que participaron en la represión. Unos pocos indígenas juraron fidelidad al rey y fueron perdonados.
Tras este episodio, Ponce de León mandó a sus capitanes Luis de Añasco, Sancho de Arango y Diego Salazar a recorrer la isla realizando entradas bélicas y llevándose pequeños botines. También se cogieron unos pocos prisioneros, entre los cuales había sobre todo mujeres y niños.
Paralelamente, el 5 de mayo de 1511 el Consejo de Castilla reconoció a Diego Colón sus derechos de gobierno sobre el Nuevo Mundo, lo que sería ratificado el 17 de junio por la reina Juana.
Ponce reunió un cabildo para asegurarse de que se cumplía con los deberes con el rey. Pidió que se nombrase un procurador encargado de llevar a España lo recaudado en las haciendas reales y el quinto real de las fundiciones de metales preciosos realizadas. El 27 de junio de 1511 se nombró como procurador a Pedro Moreno y se le entregó la cantidad referida, que era de 10 000 pesos.
El 21 de julio de 1511 Fernando el Católico escribió a Ponce para decirle que reinstaurase en sus cargos de teniente del alcalde mayor al bachiller Morales, de alcalde mayor a Juan Cerón y de alguacil mayor a Miguel Díaz sin poner dificultad.
El 25 de julio de 1511 el rey escribió a Cerón y a Díaz indicándoles que tratasen bien a Juan Ponce de León y a las gentes que con él estuvieren. Ese mismo día el monarca escribió a Diego Colón para que colaborase con Cerón en el control de la sublevación indígena en la isla de San Juan. El rey también encargó a Ponce que pensase en una nueva población.
El procurador Pedro Moreno llegó a España en agosto de 1511 y se puso en contacto con el rey, informándole de lo que sucedía en la isla de San Juan. Fernando el Católico escribió el 9 de septiembre a los oficiales nombrados por Diego Colón para que no molesten a Ponce. El monarca escribió también a Ponce para decirle que colaborase con Cerón y Díaz en la pacificación de la isla y que se trasladase a España para tratar sobre nuevas expediciones.
Ponce quiso ir a España pero los oficiales de Diego Colón incautaron el barco en el que tenía pensando viajar. El 12 de agosto de 1512 el rey escribió que el barco se pusiese a disposición de Ponce y que no se le pusiese impedimento alguno.
Sancho Velázquez, fiscal para las Indias nombrado por el rey Fernando el Católico, llegó a la conclusión de que Ponce no había hecho bien las cuentas y que debía dinero a la Corona. Ponce apeló pero no le sirvió de nada y tuvo que hacer un pago al tesorero Cardona el 10 de octubre de 1512.
El 10 de diciembre de 1512 el rey, desde Logroño, comunicó a los oficiales reales que estaban en la isla de La Española que Ponce de León sería buen tesorero de la isla de San Juan y que pensaba darle el mando sobre la fortaleza que se construyese en dicha isla para la defensa.
Mientras estos sucesos tenían lugar se seguían realizando entradas bélicas de españoles en la isla de San Juan, en tierras del cacique que se sublevó primero y también en las de los caciques Orocovis y Humacao. El rey, sabedor de lo que ocurría, propuso la colaboración con los caciques para que los nativos trabajasen en la agricultura y la minería. La última decisión que tomó Juan Cerón como alcalde mayor fue cesar las entradas.
El 27 de diciembre de 1512 llegó a la villa de San Germán de la isla de San Juan el barco Nuestra Señora de la Consolación con Rodrigo de Moscoso, que había sido nombrado por Diego Colón sustituto de Juan Cerón.

### Descubrimiento de Florida

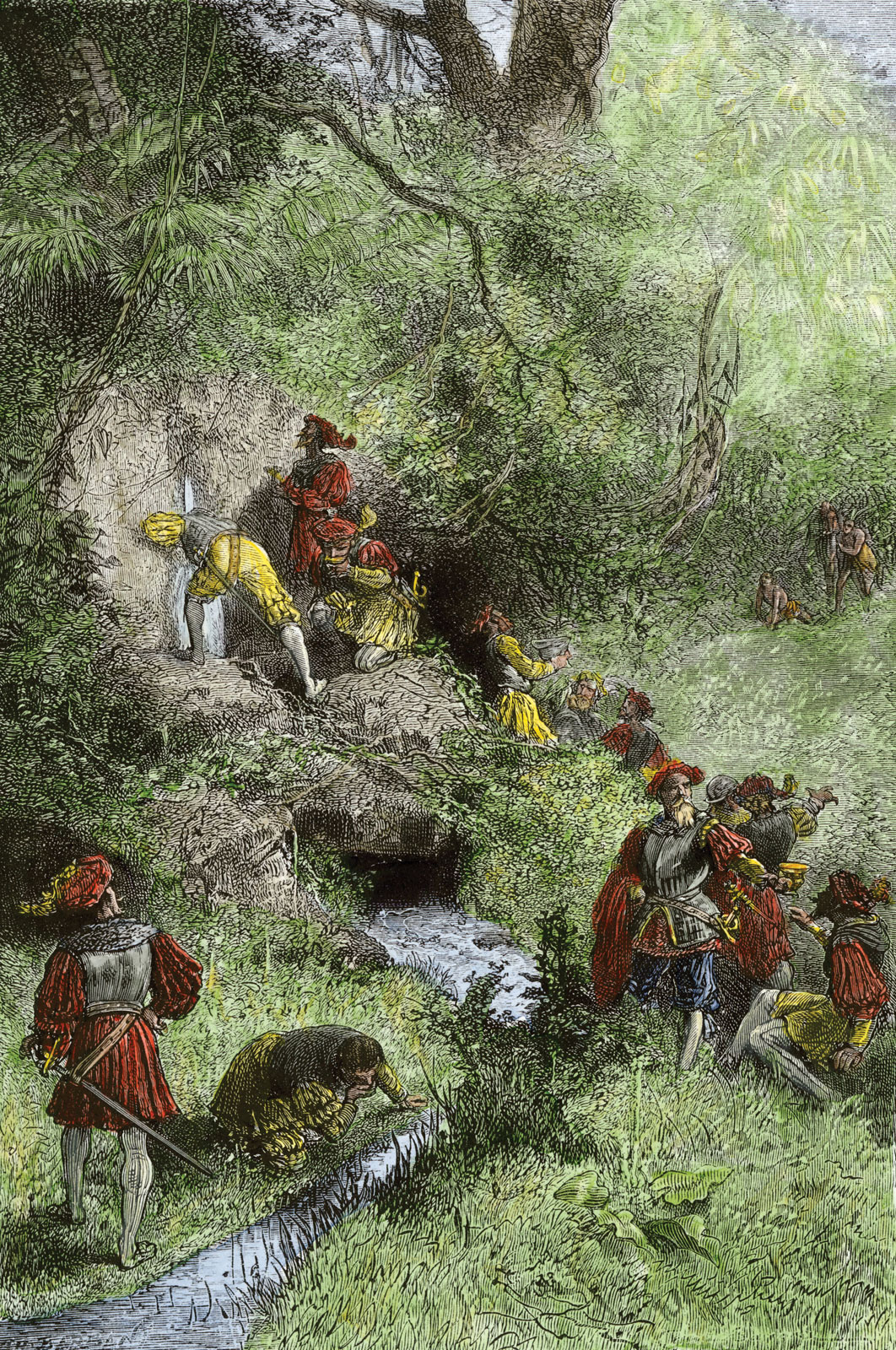
Ponce de León y sus exploradores en Florida buscando la Fuente de la juventud, según un dibujo romántico alemán del

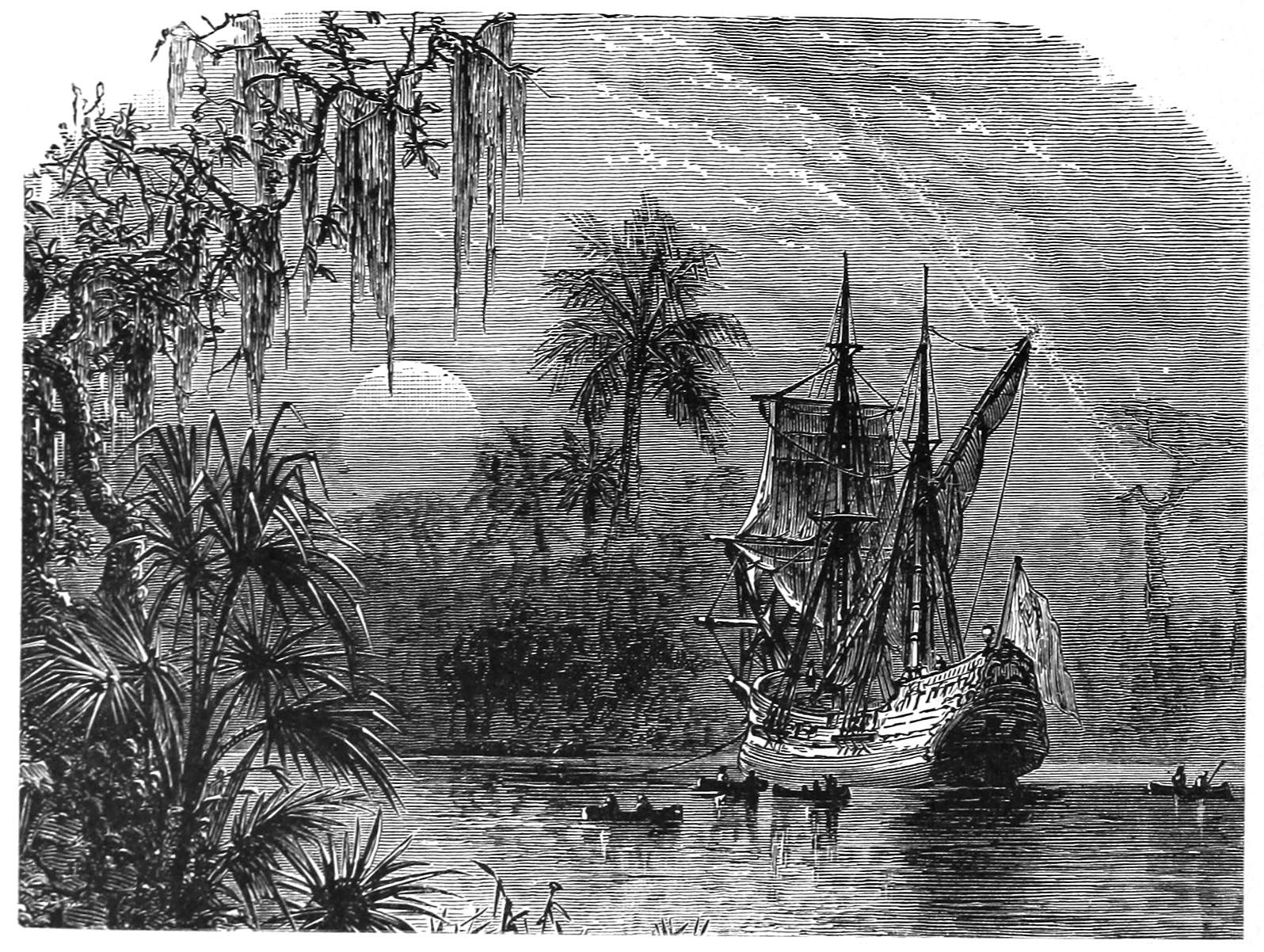
Expedición de Ponce de León en Florida, según un grabado de 1885

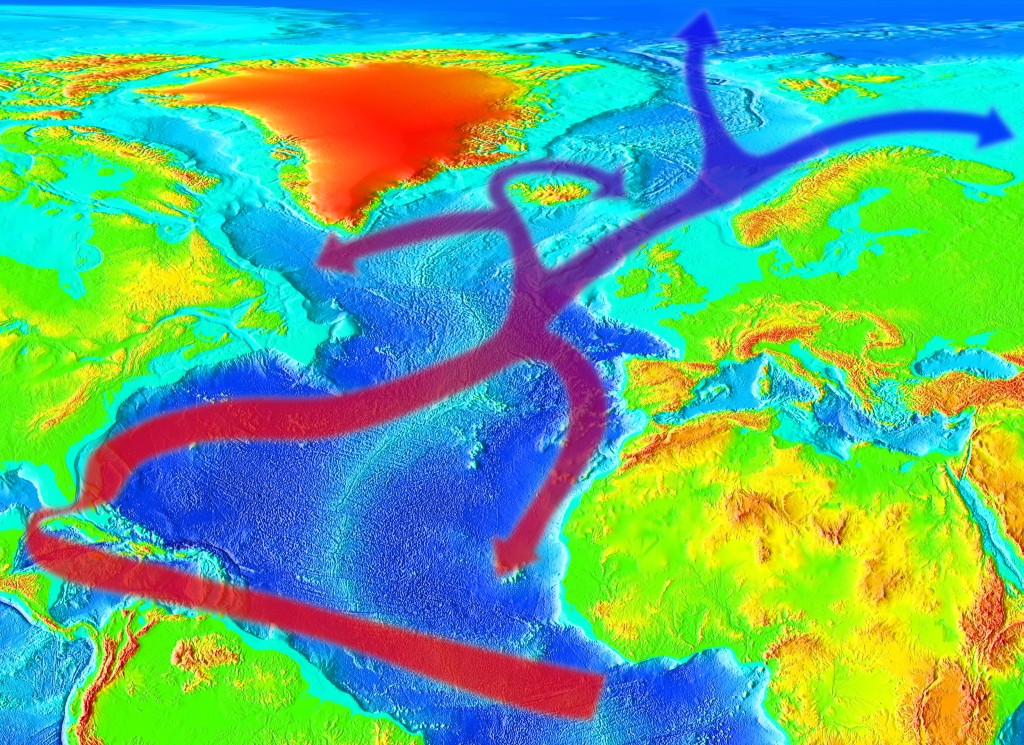
Corriente del Golfo. Cuando Ponce de León realizó la primera expedición europea a Florida también descubrió la corriente del Golfo, ya intuida por Cristóbal Colón

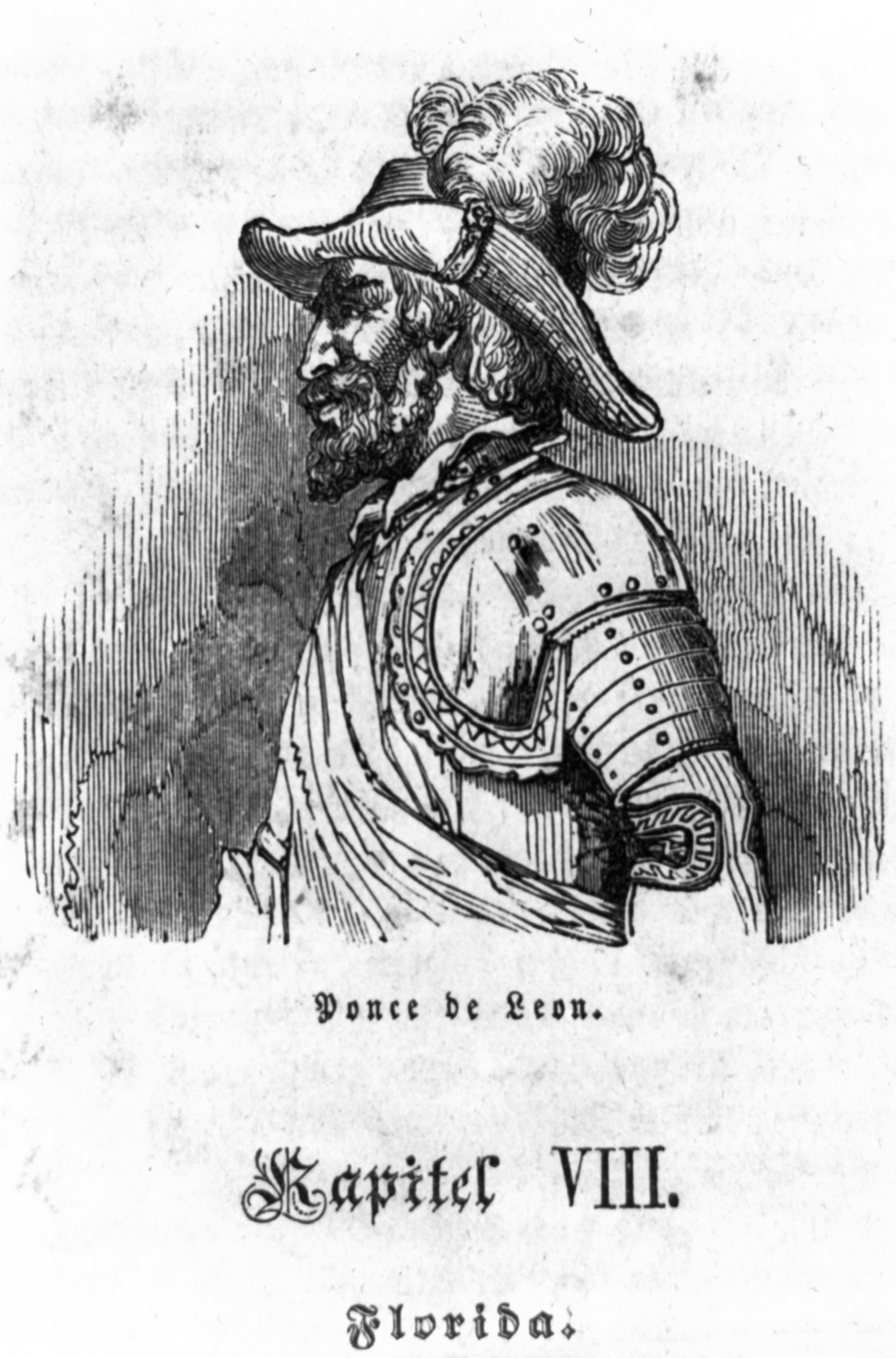
Grabado de Ponce de León publicado en 1858

Bartolomé Colón había intentado que el rey Fernando el Católico le otorgase jurisdicción sobre nuevos territorios, pero el monarca no quería ampliar el poder de los Colón. El 23 de febrero de 1512 el rey expidió un documento que obligaba a los oficiales reales de la isla de La Española a capitular con Ponce de León. Ese mismo día, el rey escribió a Ponce para ofrecerle una nueva expedición y le indicaba que todas las gestiones correrían a cargo de Miguel de Pasamonte.
Ponce se comprometió a lo siguiente:
- Tres años de plazo para la expedición y uno para comenzarla.[44]
- Los gastos correrían a su cargo y podría obtener las gentes y los suministros de Castilla o la isla de La Española.[44]
- Prioridad de derechos sobre el nuevo territorio sobre los demás, si lo hacía en su debido plazo.[44]
- Gobernación del nuevo territorio y administración de justicia civil y criminal.[44]
- Posesión y disfrute de las haciendas y fundaciones que se hubiesen fundado a su costa.[44]
- El nombramiento de alcaides de las fortalezas sería potestad del rey.[44]
- Recibir el diezmo de todas las rentas reales, excepto las granjerías del rey.[44]
- El repartimiento de nativos correspondía al rey, con preferencia por los primeros españoles en llegar a las nuevas tierras.[44]
- Se le concede el oro y los frutos de la tierra debiendo pagar al rey un diezmo el primer año, un noveno al segundo, un octavo al tercero, un séptimo al cuarto, un sexto al quinto y, en adelante, el quinto real.[44]
- Gobernación de las tierras vecinas si no habían sido ya descubiertas.[44]
- Tendría el cargo de adelantado de Bimini y de otras tierras que pudiera descubrir.[44]
- La extracción de oro se debe hacer igual que en la isla de La Española.[44]
- Prohibición de llevar extranjeros.[44]
- Prestación de fianzas antes de partir a la expedición.[44]
- Debía anunciar cualquier fraude a los oficiales reales y, si no lo hacía, sería destituido y sufriría una pena.[44]
- Debía realizar una crónica detallada de todo lo que sucedía.[44]

Ponce se trasladó a la isla de La Española para firmar las capitulaciones. En esta isla tenía la mayor parte de sus tierras y ganado. El 23 de enero de 1513 se registraron las naos para la expedición: Santa María de la Consolación, con el capitán Juan Bono Quexo; y Santiago, donde viajaría Ponce, capitaneada por Diego Bermúdez. Salieron del puerto de Yuma, en la región de Higüey de La Española, y pasaron por San Germán, en la isla de San Juan. En esta isla se sumó otra nave a la expedición, la San Cristóbal, que contaba con Juan Pérez de Ortubia como maestre. Ponce aprovechó el viaje para transportar 17 vacas de La Española a sus dominios en la isla de San Juan. Ponce iba también con una yegua y un esclavo, al que puso de nombre Juan de León. En la tripulación de la nao Santiago iba el piloto Antón de Alaminos. Entre los miembros de la expedición todos eran hombres salvo una mujer, de nombre Juana Ruiz.
La relación de Ponce de este viaje no se ha conservado. La ruta que siguieron se extrae de la obra Historia de los hechos de los castellanos en Tierra Firme e islas del mar Océano, publicada en 1601 y también conocida como Décadas, de Antonio de Herrera y Tordesillas, cronista oficial de Indias, que debió tener acceso a los documentos originales.
El 4 de marzo de 1513 partieron de San Germán. Pasaron por Caycos, Yaguna (puede tratarse de Mayaguana), Amaguayo (puede tratarse de Cayo Samaná o Cayo Atwoods), Maneguá (puede tratarse de Cayo Rum o Watling) y Guanahani (puede tratarse de Watling o Cat).
El 27 de marzo llegaron a las Islas Ábaco, al norte de las Bahamas.
El sábado 2 de abril de 1513, durante la Pascua Florida, llegó a una tierra llana que consideró que era la que buscaba. Tomó posesión de la misma el 3 de abril.
En 1935 Frederick T. Davis, basándose en las coordenadas aportadas por Antonio de Herrera, dedujo que el descubrimiento de Florida tuvo lugar entre la St. Augustine Inlet y la desembocadura del río St. Johns. En este entorno entre San Agustín y Jacksonville se encuentra, entre otras, la Playa de Ponte Vedra. Sin embargo, en 1990 Douglas T. Peck dedujo que el descubrimiento tuvo lugar 200 kilómetros al sur, en la Playa de Melbourne, cerca de Cabo Cañaveral.
Dejaron este lugar y navegaron hacia el norte durante una corta distancia. Por razones que es imposible conocer, antes de llegar a la desembocadura del río St. Johns empezaron a navegar hacia el sur en paralelo a la costa. En el entorno del Cabo Cañaveral entraron en contacto con la Corriente del Golfo. La corriente recorría el Caribe hacia el Atlántico y permitió a partir de ese momento una rápida ruta marítima de vuelta a Europa desde las posesiones españolas en América. Echaron las anclas al sur del Cabo Cañaveral y desembarcaron por segunda vez en Florida, encontrándose por primera vez con los indígenas de esta tierra. Continuaron navegando hacia el sur, echando anclas en diversos lugares. El 13 de mayo llegaron a la Bahía Vizcaína y continuaron hacia el sur hasta los Cayos de la Florida, de donde zarparon el 15 de mayo. Navegaron a través de una abertura de los Cayos y llegaron hasta la costa este del Cabo Sable. El 18 de mayo dejaron al oeste once islotes rocosos que Ponce llamó Las Tortugas.
Navegó hacia el norte desde Las Tortugas recorriendo la costa oeste de Florida. Pasó por el Cabo Romano. Llegó al norte del Charlotte Harbor el 23 de mayo. Luego fueron hacia el sur y anclaron sus naves en la Isla Pine, a la cual llamó Matanza porque hubo una reyerta en la que murieron varios nativos y un español. En este lugar carenaron el barco San Cristóbal.
En esta expedición encontraron en Florida a un indio que hablaba español.
En todo momento, Ponce pensó que Florida era una gran isla.
Levaron anclas en la Isla Pine y fueron hacia el sur hasta Las Tortugas, a donde llegaron el 15 de junio de 1513. Luego exploraron el extremo occidental de Cuba durante un tiempo.
Tras esto, Ponce encontró a una mujer india en una isla solitaria y la cogió como guía. Entonces llegaron a una isla que la mujer dijo que se llamaba Bahama. Recorrieron las islas Bahamas buscando Bimini. Pasaron todo el mes de julio buscando y terminó encontrándose con un barco enviado por Diego Colón y capitaneado por Diego de Miruelo. Miruelo decidió unirse a Ponce en la búsqueda. En septiembre el barco de Miruelo se hundió y la gente de este navío debió trasladarse a las otras dos naves que quedaban.
Ponce de León, a finales de septiembre, se fue a la isla de San Juan y dejó el barco San Cristóbal en las Bahamas con Alaminos y Ortubia para continuar con la búsqueda.

#### La fuente de la eterna juventud
En un documento de finales de 1511, antes de la expedición de Ponce de León a Florida, el rey Fernando el Católico escribió a este para que explorase nuevos territorios en busca de un "secreto". Se desconoce a qué se estaba refiriendo.
Se ha dicho que Ponce buscaba la fuente de la eterna juventud. Él nunca dijo nada de que buscara la fuente, si bien el explorador Hernando de Escalante Fontaneda en su obra Memoria de las cosas y costa y indios de la Florida, de 1575, afirmó que había ido a buscarla porque le habían hablado de ella indios de Cuba y Santo Domingo. También el historiador Antonio de Herrera y Tordesillas, en su obra de 1601, atribuye a Ponce de León esta búsqueda.

### Viajes a España y estancias en la isla de San Juan
Ponce llegó a la isla de San Juan a principios de octubre de 1513. El 2 de junio Diego Colón había llegado al puerto de San Germán con gente a la cual había nombrado para diversos cargos en la isla. Ese mismo día los nativos atacaron la villa de Caparra y la incendiaron, matando a algunos españoles. Diego Colón encargó al capitán Juan Enríquez que persiguiese a los indios atacantes, aunque este no llegó a encontrarlos.
La intención de Diego Colón era dejar despoblada Caparra, fundada por Ponce, por considerarla poco segura y establecer la capitalidad de la isla en San Germán.
Alaminos y Ortubia regresaron en la nave San Cristóbal a la isla de San Juan en febrero de 1514 con algunos indios de Bimini, a donde habían llegado, y de las islas Lucayas.
Ponce había decidido marchar a España a hablar con el rey del dominio de las nuevas tierras. Preparó 5 000 pesos para la Corona y se marchó con Ortubia en un navío, llegando a Galicia en abril.
Llegó a la Corte y el 27 de septiembre de 1514 consiguió lo siguiente:
- Capitulación con el rey Fernando el Católico (algunos documentos fueron firmados también por la reina Juana) para el poblamiento de Florida y Bimini.[64]
- Designación como adelantado y justicia mayor de Florida y Bimini.[64]
- Ordenanzas para la población de estos territorios.[64]
- Nombramiento de capitán de la armada contra los indios caribes que se organizaba desde España.[64]
- Instrucciones para la campaña contra los indios caribes.[64]

Fernando el Católico escribió a Diego Colón el 28 de noviembre de 1514 anunciándole la llegada de la armada capitaneada por Ponce, que debía combatir a los indios caribes, hacerlos prisioneros y venderlos como esclavos. Fue a finales de 1514 cuando el rey decidió ampliar las operaciones de esta armada a Castilla de Oro.
La Casa de Contratación de Indias de Sevilla preparó la armada. La compusieron tres carabelas: Barbola (capitana), Santa María y Santiago. El beneficio de los participantes era escaso ya que se se basaba en un tercio del dinero que sacasen vendiendo a los prisioneros como esclavos en la isla de La Española. Ponce no pudo reclutar a un número suficiente de españoles. Si se hubiera tratado de ir a poblar sí hubiera podido reclutar a más gente, ya que les ofrecía un nuevo futuro. Ponce, sin embargo, tenía esperanza de poder reclutar a más gente en las islas de La Española y San Juan.
La armada zarpó de Sevilla en 14 de mayo de 1515. Pasaron por las Islas Canarias para aprovisionarse. Ya en las Antillas, pararon para coger agua en la isla de Guadalupe. Cuando las mujeres bajaron a tierra junto a algunos hombres para lavar la ropa, los habitantes de la isla saltaron de improviso sobre ello y mataron a los hombres y capturaron a las mujeres.
Ponce llegó con sus barcos el 15 de julio de 1515 a la isla de San Juan. En esta isla hicieron entradas contra los nativos, provocando que se sublevaran los caciques Humacao y Daguao.
Por entonces existían en la isla de San Juan las ciudades de San Germán (llamada así por ser el santo de Germana de Foix, segunda esposa de Fernando el Católico) y Caparra (también llamada Puerto Rico), donde tenía una casa Ponce.
Los miembros de la armada de Ponce empezaron a abandonarla cuando vieron que las expediciones que organizaban otros como Bono de Quexo o Cansinos les ofrecían más ventajas económicas.
Sancho Velázquez se encargó del repartir indios a los españoles en la isla de San Juan. En 1516 Bartolomé de las Casas presentó un Memorial de remedios para las Indias en el cual se decía:

En la isla de San Juan es también necesario que el repartimento hecho se deshaga porque están allí unos disipadores y destruidores de indios sin ninguna conciencia, ni virtud, ni temor de Dios

En enero de 1516 murió Fernando el Católico y Ponce de León realizó un nuevo viaje a España. Ponce estuvo en Sevilla entre 1516 y 1517 liquidando los asuntos de la pasada armada con la Casa de la Contratación. Mientras Ponce estaba en España unos frailes jerónimos, enviados por el cardenal Cisneros, viajaron a América para que se hiciese justicia con los indios, pasando estos en primer lugar por la isla de San Juan.
El 22 de julio de 1517 se le dio derecho a Ponce sobre los indios que Sancho Velázquez había sacado de Florida y se le confirmó en la merced y haberes sobre la isla de San Juan. En esta misma fecha consiguió que el cardenal Cisneros preguntase el qué consistía el viaje de Hernández de Córdoba, que había sido enviado por Sancho Velázquez a Bimini.
Ponce le manifestó a Cisneros que para la agricultura y la ganadería era mejor Caparra aunque reconocía que para la defensa era mejor la isleta de San Juan. Los frailes jerónimos trataron del asunto y solicitaron que se construyesen puentes para comunicar la isleta, lo que indica que ya había gente viviendo en ella.
En julio la Casa de Contratación de Indias le dio permiso a Ponce para llevar a América nueve marcos de plata labrada. Los asuntos con la pasada armada terminaron liquidándose con la Casa de Contratación el 27 de noviembre de 1517.
En los comienzos de 1518 se encontraba de nuevo en la isla de San Juan, confirmado como adelantado y justicia mayor en Florida y como capitán en la isla de San Juan.
Quiso que le pagasen salarios atrasados por sus cargos, logrando para ello el apoyo de los jerónimos. Fue luego a ver al tesorero Andrés de Haro y al contador Fernando de Mogollón, que le reconocieron sus derechos.
Los vecinos querían el traslado de Caparra a la isleta de San Juan. Los jerónimos apoyaron el traslado, pero respetándole a Ponce su construcción y su hacienda. En junio de 1519 el licenciado Antonio de la Gama llegó como nuevo gobernador de la isla de San Juan.
El 13 de julio de 1519 Carlos de Figueroa, justicia mayor de la isla de La Española, se presentó en el cabildo de la isla de San Juan y pidió a los miembros del mismo que diesen su opinión sobre el traslado de la villa. Todos votaron a favor del traslado excepto Ponce de León.
En 1519 murió la esposa de Ponce, Leonor, y a principios de 1520 el gobernador De la Gama se casó con una de sus hijas.
En 1520 Diego Colón ganó un pleito a la Corona en España y consiguió de nuevo la jurisdicción sobre el Nuevo Mundo. Este se interesó por la isla de San Juan y mandó a su cabildo al teniente de gobernador Pedro Moreno. Los del cabildo se negaron a admitir en sus reuniones a Moreno. Diego Colón se presentó en la isla conminando a los alcaldes y regidores (entre ellos Juan Ponce de León) el 4 de noviembre a recibir a Moreno. El cabildo decidió negarse aunque Ponce emitió un voto particular con reservas.
El traslado de los vecinos de Caparra a la isleta de San Juan tuvo lugar en 1521.

### Su último viaje
En 1521 Hernán Cortés conquistó México y Francisco de Garay recibió una real cédula que le autorizaba a poblar la provincia de Amichel, en tierra firme.
En este contexto, Ponce de León quiso organizar su propia expedición. En la isla de San Juan no había medios para organizarla y Ponce decidió hacerlo desde la isla de La Española. Fue con Pedro de la Mata. Se gastó 6 000 pesos de oro de su propio patrimonio.
Ponce de León avisó de su expedición a Carlos V, al cardenal Adriano de Utrech y al secretario del Consejo de Indias Juan de Samano. Las dos primeras cartas se conservan en el Archivo General de Indias de Sevilla.
El propio Ponce informó de que saldría de la isla de San Juan hacia el 15 de febrero de 1521. Según Gonzalo Fernández de Oviedo, Ponce llevaba 200 hombres, 50 caballos, así como yeguas, terneras, cerdos, ovejas y cabras. La expedición también portaba semillas, arados, carretas y todo lo necesario para la fundación de una población. Según Antonio de Herrera fueron solamente dos barcos. Fernández de Oviedo indica que en la expedición iban también clérigos.
La flota llegó a la península de Florida alrededor del 28 de febrero. Probablemente Ponce se dirigió al territorio del cacique Escampaba, con el cual ya había tratado de forma amistosa. Según la descripción del cosmógrafo Juan López de Velasco, este lugar era la bahía de San Carlos (Cayo Mound). Los indios calusa terminaron por atacar a los españoles y estos organizaron una entrada de castigo. Oviedo cuenta que hubo una batalla en que murió un grupo de españoles y el doble de indios. En esta reyerta Ponce fue herido por una flecha (según Herrera en el muslo) y se dirigió a La Habana, donde murió recibiendo los santos sacramentos.

## Restos

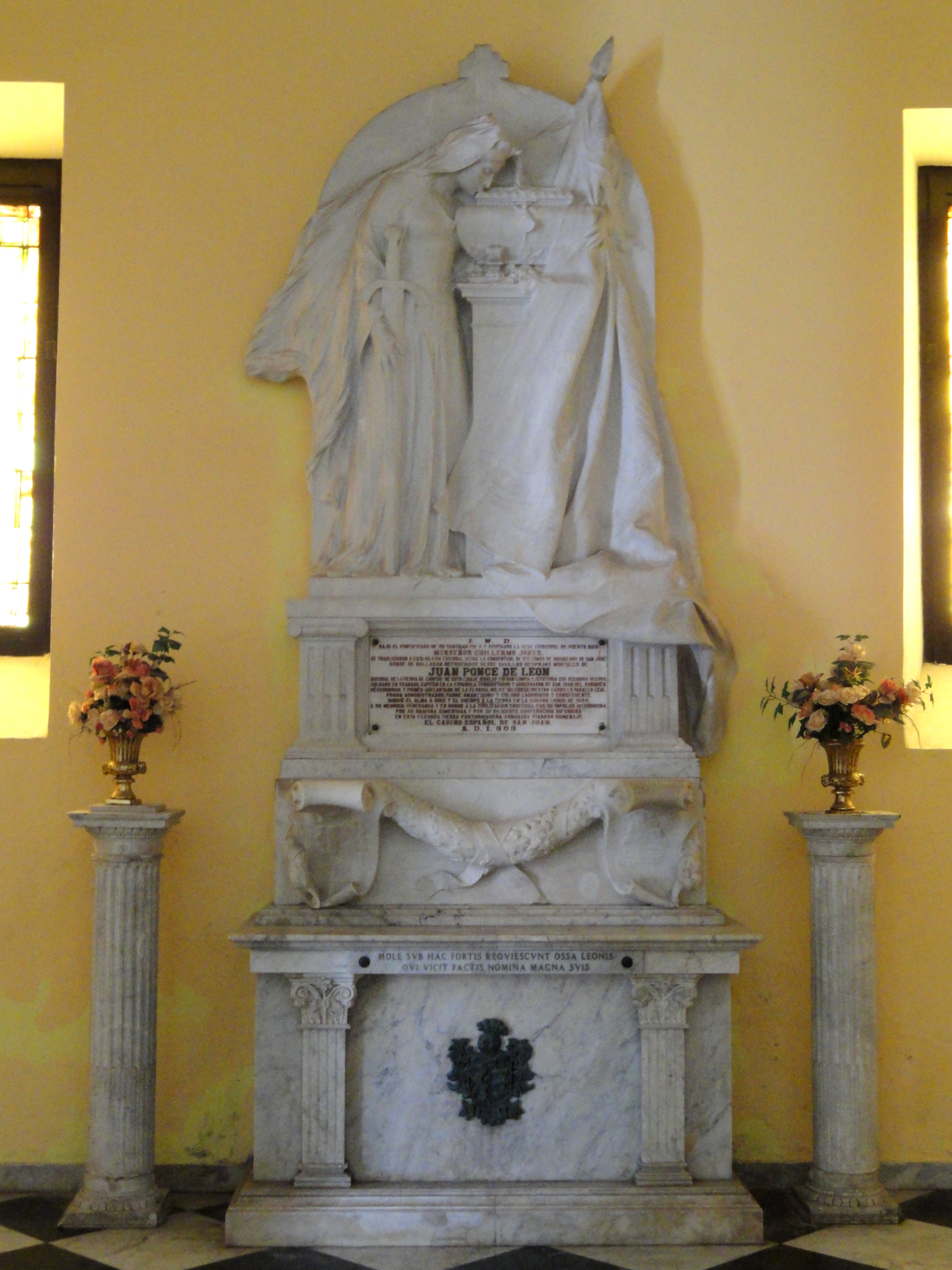
Tumba de Ponce de León en la Catedral de San Juan de Puerto Rico

En 1559 Juan Troche Ponce de León, nieto de Juan Ponce de León, trasladó los restos de La Habana, Cuba, a la iglesia del convento de los dominicos de San Juan, Puerto Rico. En 1835 los dominicos fueron exclaustrados y, más tarde, los jesuitas dieron al templo el nombre de Iglesia de San José.
En 1863 los restos de Juan Ponce de León fueron exhumados y se descubrió que tenía una herida en el fémur, que podía haber sido causada por una punta de flecha.
Los restos fueron exhumados el 18 de junio de 1907 de la Iglesia de San José y se custodiaron allí, en espera de la construcción de un mausoleo en la Catedral de San Juan. Se trasladaron a la catedral el 12 de agosto de 1908.
El traslado de los restos al mausoleo de la catedral, realizado por Miguel Blay, fue auspiciado por el Casino Español. La escultura del mausoleo representa a Hispania besando el ataúd.

## Trato a los nativos
Según Francisco Frías Valenzuela, Juan Ponce de León dudaba de la racionalidad de los naturales (indios), sostenía que ellos no eran hombres sino bestias y, por lo tanto, incapaces de recibir la fe y de gobernarse a sí mismos.
Cuando Ponce llegó a la isla de San Juan mantuvo relaciones pacíficas con el cacique Agüeybana.
El 1 de mayo de 1509 Ponce escribió a Ovando desde la isla de San Juan diciendo que los indios estaban en paz y que no se realizaría una fundación al no haber medios para ello. Para Manuel Ballesteros Gaibrois, con esto Ponce intentaba evitar que los españoles saqueasen a los nativos para su sustento.
En las capitulaciones de 1509 Ponce habla de usar a los indios para la labranza y las minas.
El 25 de julio de 1511 le fueron dadas a Ponce tienen unas instrucciones sobre el trabajo de los indios (teniendo que trabajar un tercio en las minas), el buen comportamiento con esos indios y la enseñanza a estos de la fe cristiana.
En 1512 se aprobaron unas ordenanzas para tratar a los indios, conocidas como Leyes de Burgos, ampliadas en 1513 con disposiciones complementarias. En septiembre de 1514 Fernando el Católico escribió a los oficiales de la isla de San Juan lo siguiente:

En lo que decís que el daño que en esta isla ha habido, y el mal tratamiento de los indios, y que esto ha sido causa de se alzar, porque no ha habido quien de ello tenga cuidado, y que la declaración de las ordenanzas se pregonaron, haced que aquellas se guarden, pues vosotros juntamente con la justicia sois ejecutores para la hacer guardar, que con esto se remediará lo presente y lo porvenir

Las autoridades españolas de la isla de San Juan cumplieron con las ordenanzas. El 8 de agosto de 1515 escribieron al rey pidiéndole ropa para los nativos y el 6 de octubre de 1515 ordenaron a las mujeres de la isla de la Mona que fabricasen hamacas para que los nativos no durmiesen en el suelo.
Ponce hizo la guerra a los indios cuando estos se alzaron, empleando siempre la palabra "pacificación" en los documentos.
Ponce se entrevistó en España con el secretario de Indias Lope de Conchillos y con el rey Fernando el Católico y les dijo que si los indios estaban alzados en armas es porque no se les trataba adecuadamente. Por esto, además de nombrársele capitán de la armada contra los caribes, se le dio la capitanía de la isla de San Juan. El rey confió en Ponce todo lo relativo a la guerra, para evitar que otros fueran haciendo entradas agresivas sin control.
Ponce de León solo hacía esclavos a los indios prisioneros de lo que consideraba "guerra justa".

## 2011 - Celebración del Quinto Centenario de la Gobernación de Puerto Rico

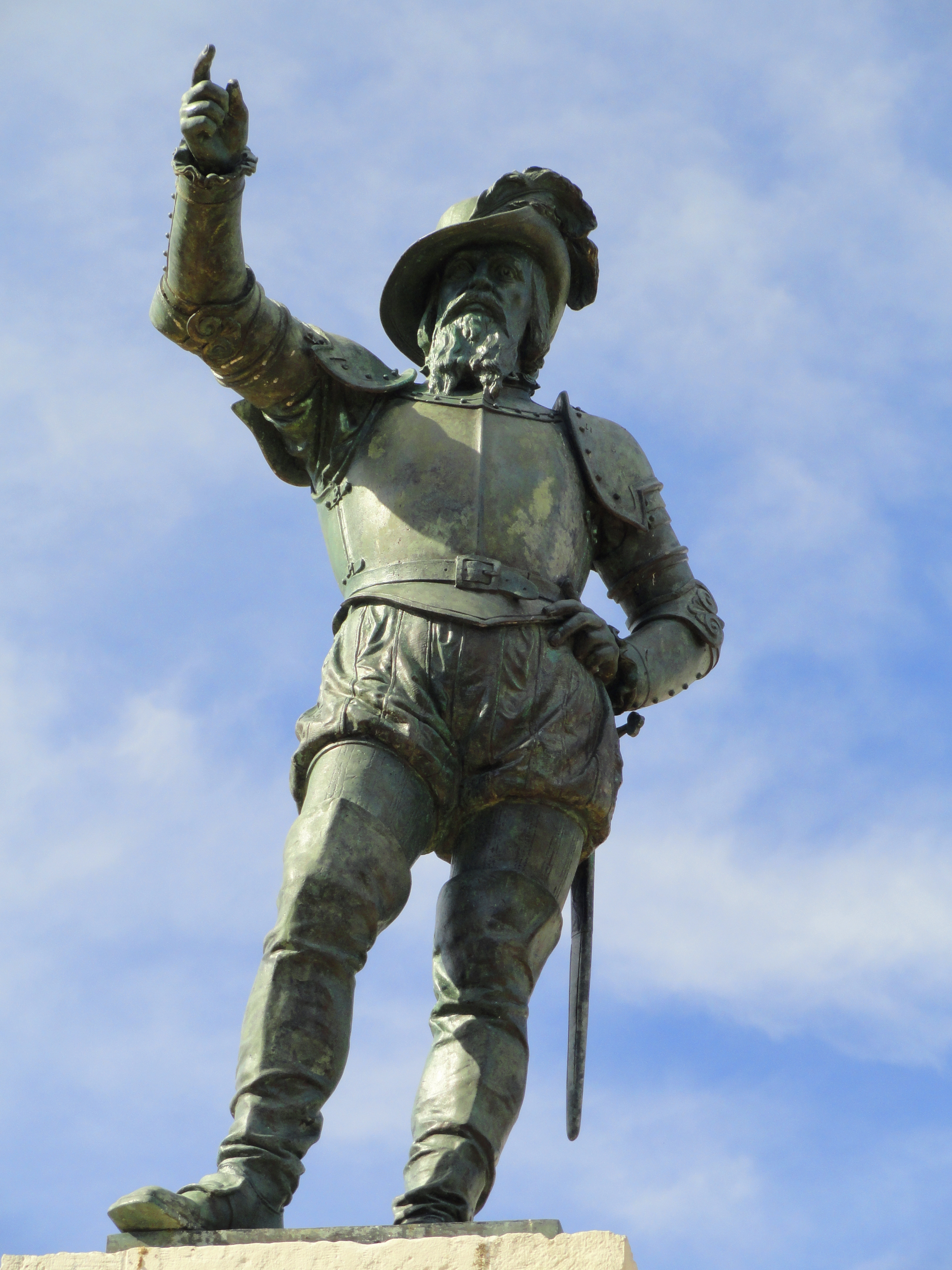
Estatua de Juan Ponce de León junto a la Iglesia de San José de San Juan, Puerto Rico. Esta estatua fue realizada en 1882 en Nueva York usando bronce obtenido de cañones ingleses capturados después del ataque inglés a San Juan en 1797.

En el año 2011 se festejó el Quinto Centenario de la Gobernación de Puerto Rico -Juan Ponce de León fue el primer gobernador- con diversos actos tanto en España como en Puerto Rico y Estados Unidos (en Washington D. C.). En España, el 21 de enero de 2011 se celebraron diversos actos en Santervás de Campos y la Universidad de Valladolid con presencia del gobernador Luis Fortuño, el rector Marcos Sacristán y otras autoridades, así como del historiador István Szászdi, miembro de la Comisión del Quinto Centenario, y la profesora Mercedes Gómez, Directora Ejecutiva del Instituto de Cultura Puertorriqueña.

## 2013 - Celebración del Quinto Centenario del Descubrimiento de La Florida
En Estados Unidos han tenido lugar diversos actos para homenajear el descubrimiento de la Florida por Ponce de León. Entre ellos se encontraba la tradicional simulación del desembarco en las dos playas donde se cree que Ponce llegó por primera vez a lo que hoy son los Estados Unidos. Alguna de estas representaciones ha tenido interpretando a Ponce de León a un descendiente directo del conquistador.  El buque escuela de la Armada Española Juan Sebastián Elcano atracó en las costas de Miami en un acto donde participó el ministro de Asuntos Exteriores español, García Margallo, que con representación estadounidense del Secretario de Estado de Florida, Kent Dentzer, realizó una ofenda floral a un monumento a Ponce de León.  Tomás Regalado, alcalde de Miami, también estuvo presente en los actos de conmemoración, tanto en Madrid como en Florida. Cinco españoles aprovecharon la presencia del buque Juan Sebastián Elcano para jurar bandera frente al Ministro de Asuntos Exteriores.

## En la cultura popular
- En la película Pirates of the Caribbean: On Stranger Tides se hace referencia a un mapa escrito por Ponce de León que contiene el lugar donde se encuentra la mítica fuente de la eterna juventud.
- En el videojuego Grand Theft Auto VI el estado de Leonida hace referencia a Ponce De León
- En la canción Invincible del grupo Tool se hace mención a ‘perseguir el alma fantasma de Ponce de León’.